# کوپریوا (استان کیوستندیل)
کوپریوا (به بلغاری: Kopriva) یک منطقهٔ مسکونی در بلغارستان است که در شهرستان کیوستندیل واقع شده‌است.